# Kreis Kapuvár
Der Kreis Kapuvár (ungarisch Kapuvári járás) ist ein Kreis im Zentrum des nordwestungarischen Komitats Győr-Moson-Sopron. Er grenzt an den Kreis Sopron im Westen, den Kreis Csorna im Osten sowie an das Komitat Vas im Süden. Im Norden bildet die Stadt Kapuvár die Grenze zu Österreich (Burgenland).

## Geschichte
Der Kreis entstand während der Verwaltungsreform Anfang 2013 aus dem Vorläufer, dem Kleingebiet Kapuvár-Beled (ungarisch Kapúvar-Beledi kistérség), zusätzlich noch verstärkt durch die südwestlicher gelegene Gemeinde Répceszemere aus dem Kleingebiet Sopron-Fertőd. Zwischen 2007 und 2014 zählte die Gemeinde Agyagosszergény zum Kleingebiet Sopron-Fertőd bzw. zum Kreis Sopron.

## Gemeindeübersicht
Der Kreis Kapuvár hat eine durchschnittliche Gemeindegröße von 1.222 Einwohnern auf einer Fläche von 19,60 Quadratkilometern. Die Bevölkerungsdichte des kleinen Kreises liegt unter der des Komitats. Verwaltungssitz ist die größte Stadt Kapuvár, im Zentrum des Kreises gelegen.
| Gemeinde        | Status   | Herkunft Kleingebiet | Einwohnerzahl | Einwohnerzahl | Einwohnerzahl | Fläche (km²) 1. 1. 2016 | Bevölkerungs- dichte (Ew./km²) |
| Gemeinde        | Status   | Herkunft Kleingebiet | 1. 10. 2011   | 1. 1. 2013    | 1. 1. 2016    | Fläche (km²) 1. 1. 2016 | Bevölkerungs- dichte (Ew./km²) |
| --------------- | -------- | -------------------- | ------------- | ------------- | ------------- | ----------------------- | ------------------------------ |
| Agyagosszergény | Gemeinde | Sopron-Fertőd        | 900           | 908           | 937           | 19,89                   | 47,1                           |
| Babót           | Gemeinde | Kapuvár-Beled        | 1.118         | 1.125         | 1.120         | 21,67                   | 51,7                           |
| Beled           | Stadt    | Kapuvár-Beled        | 2.633         | 2.656         | 2.632         | 26,47                   | 99,4                           |
| Cirák           | Gemeinde | Kapuvár-Beled        | 587           | 575           | 569           | 11,76                   | 48,4                           |
| Dénesfa         | Gemeinde | Kapuvár-Beled        | 453           | 355           | 340           | 17,54                   | 19,4                           |
| Edve            | Gemeinde | Kapuvár-Beled        | 114           | 119           | 123           | 5,05                    | 24,4                           |
| Gyóró           | Gemeinde | Kapuvár-Beled        | 379           | 382           | 388           | 11,64                   | 33,3                           |
| Himod           | Gemeinde | Kapuvár-Beled        | 616           | 635           | 605           | 22,70                   | 26,7                           |
| Hövej           | Gemeinde | Kapuvár-Beled        | 288           | 308           | 298           | 8,52                    | 35,0                           |
| Kapuvár         | Stadt    | Kapuvár-Beled        | 10.495        | 10.498        | 10.431        | 96,05                   | 108,6                          |
| Kisfalud        | Gemeinde | Kapuvár-Beled        | 748           | 760           | 746           | 15,10                   | 49,4                           |
| Mihályi         | Gemeinde | Kapuvár-Beled        | 1.079         | 1.063         | 1.025         | 16,28                   | 68,6                           |
| Osli            | Gemeinde | Kapuvár-Beled        | 900           | 907           | 861           | 18,80                   | 45,8                           |
| Rábakecöl       | Gemeinde | Kapuvár-Beled        | 684           | 683           | 651           | 23,03                   | 28,3                           |
| Répceszemere    | Gemeinde | Sopron-Fertőd        | 284           | 296           | 314           | 9,42                    | 33,3                           |
| Szárföld        | Gemeinde | Kapuvár-Beled        | 899           | 883           | 916           | 17,11                   | 53,5                           |
| Vadosfa         | Gemeinde | Kapuvár-Beled        | 75            | 68            | 83            | 4,19                    | 19,8                           |
| Vásárosfalu     | Gemeinde | Kapuvár-Beled        | 155           | 163           | 148           | 4,20                    | 35,2                           |
| Veszkény        | Gemeinde | Kapuvár-Beled        | 944           | 923           | 941           | 10,35                   | 90,9                           |
| Vitnyéd         | Gemeinde | Kapuvár-Beled        | 1.327         | 1.306         | 1.312         | 32,25                   | 40,7                           |
| Kreis Kapuvár   |          |                      | 24.678        | 24.613        | 24.440        | 392,02                  | 62,3                           |